# Stefan Gähle
Stefan Gähle (* 17. November 1969) ist ein ehemaliger deutscher Fußballspieler.

## Karriere
In der Jugend spielte Gähle bis 1983 für den SV Scharrel, ehe er in die Jugendabteilung des TSV Havelse wechselte. Zur Spielzeit 1988/89 gelang der Sprung aus der U19 zu den Profis. Der Verein spielte zu dem Zeitpunkt in der damals noch drittklassigen Oberliga Nord. Gleich in seiner ersten Spielzeit wurde er mit dem Verein Meister in der Oberliga Nord, man konnte sich jedoch nicht den Aufstiegsspielen zur 2. Fußball-Bundesliga durchsetzen und verlieb somit in der Oberliga. Ein Jahr später setzte sich der Verein aber in den Aufstiegsspielen durch und Gähle stieg mit dem Club erstmals in die 2. Fußball-Bundesliga auf.
Sein Debüt in Liga 2 gab er am 8. August 1990 beim 4:1-Heimerfolg am 2. Spieltag gegen den 1. FC Schweinfurt. Insgesamt kam Gähle auf 10 Einsätze in Liga 2. Der Verein stieg nach der Spielzeit Saison 1990/91 direkt wieder ab, doch Gähle blieb dem Verein erhalten. 1991/92 konnte er mit Verein sofort wieder die Aufstiegsspiele erreichen, aber ein sofortiger Wiederaufstieg blieb verwehrt. In dieser Spielzeit absolvierte Gähle seine einzigen 2 Einsätze im DFB-Pokal. Beide Spiele absolvierte über die volle Zeit. In der 2. Runde konnte der Bundesligist 1. FC Nürnberg nach Elfmeterschießen besiegt werden, ehe es in Runde 3 eine 0:4-Niederlage gegen den SC 08 Bamberg setzte. Eine weitere Spielzeit 1992/93, verblieb Gähle noch beim TSV Havelse. Nachdem viele Leistungsträger den Verein verlassen hatten, folgte am Ende der Spielzeit 1992/93, der Abstieg in die Verbandsliga Niedersachsen.
Zur Saison 1993/94 schloss er sich dann Kickers Emden an. Zum zweiten Mal in seiner Laufbahn wurde er Meister in der Oberliga Nord, scheiterte mit Emden in den Aufstiegsspielen zur 2. Bundesliga. Durch den verpassten Aufstieg, qualifizierte sich Gähle mit Emden für die Fußball-Regionalliga, welche ab der Spielzeit 1994/95 die dritthöchste Spielklasse darstellte. In der Regionalliga Nord spielte Gähle dann bis zum Ende seiner aktiven Laufbahn. Bis 1996 spielte er in Emden und schloss sich dann im Sommer 1996 Arminia Hannover an. Im Januar 1998 wechselte er schließlich zum 1. SC Göttingen 05, wo er aufgrund einer Knieverletzung seine Karriere 1999 beenden musste.

## Erfolge
- Meister in der Fußball-Oberliga Nord: 1988/89, 1993/94
- Aufstieg in die 2. Fußball-Bundesliga: 1989/90